# Pichia
Pichia (Hansenula e Hyphopichia são sinónimos obsoletos) é um género de leveduras da família Saccharomycetaceae com células esféricas, elípticas ou oblongo-acuminadas. Pichia é um teleomorfo, e durante a reprodução sexuada forma ascósporos redondos, hemisféricos ou em forma de chapéu. Os anamorfos de algumas espécies de Pichia são espécies de Candida. A reprodução assexuada é por gemulação multilateral.
A lactose não é fermentada nem assimilada por estas espécies. O comportamento com outros carboidratos depende da espécie. Os nitratos são sempre assimilados.
Presentemente conhecem-se mais de 100 espécies neste género. Algumas delas interferem no processo de fermentação para produção de álcool. A maioria é encontrada em plantas em decomposição, algumas vivem em simbiose com insectos que vivem em plantas em decomposição.
Alguns representantes deste género podem ser encontrados em leite e queijo crus, como P. anomala (antes chamada Hansenula anomala). Em queijo curado com esfregaço superficial, a espécie mais importante é P. membranifaciens ,que também ocorre em queijo cremoso. É típica a formação de uma película. Outro membro do género, P. pastoris, é amplamente utilizada em biologia molecular e biotecnologia como sistema de expressão. P. angusta também designada Hansenula polymorpha ou H. polymorpha, é um organismo modelo no estudo das funções dos peroxissomos e da sua biologia molecular.
Foi recentemente clinicamente provado que algumas espécies de Pichia (como P. ohmeri) são patógenos oportunistas em humanos immunocomprometidos.